# Arthur Sérès
Arthur Sérès (né le 28 décembre 1913 à Levallois-Perret et mort 25 décembre 1998 au Creusot) est un coureur cycliste français. 
Il est le fils de Georges Sérès et le frère de Georges Sérès (fils) qui sont aussi coureurs cyclistes.

## Biographie

### Débuts
Arthur Sérès, comme il est l'aîné, part accompagner son père en Amérique en 1916, 1922 et 1923. Arthur est donc élevé dans le milieu cycliste. A seize ans, il débute dans une épreuve officielle, la « Course de la Médaille », sous les couleurs de la« Société Sportive de Suresnes » et démontre d'excellentes qualités de sprinter. Il est champion de France scolaire de vitesse 1929 et termine second au Championnat de France scolaire sur route. Malgré sa pointe de vitesse, Georges Sérès le dirige vers le demi-fond, premiers essais, à dix-huit ans, apprentissage sérieux sous la direction de son père, qui tient à  entraîner lui-même son fils. Arthur court sur les vélodromes de province et bat les Blanc-Garin, Raynaud et  Grassin. En 1937, nanti d'un contrat au Vél d'Hiv, il y court vingt et une fois.

## Palmarès
- 1929
  - Prix du PUC handicap scolaire[3]
  - Champion de France de vitesse scolaire
  - Vice champion de France sur route scolaire
- 1930
  - Poursuite scolaire, 2 000 m au Vel' d'Hiv[4]
  - Grand Prix de L'Auto des scolaires[5]
  - Finale de la Médaille[6]
- 1947
  - Prix du Salon, Américaine avec Guy Lapébie
  - Prix Wambst-Lacquehay avec Guy Lapébie
  - 3e au Prix Goullet-Fogler, Américaine
  - 3e aux Six jours d'Anvers avec Guy Lapébie
- 1948
  - Prix Wambst-Lacquehay avec Guy Lapébie
  - Six jours de Paris avec Guy Lapébie
  - 3e au Prix Dupré-Lapize, Américaine
  - 3e au Prix du Salon , Américaine
  - 3e au Prix Raynaud-Dayen, Américaine
- 1950
  - 3e aux Six jours de Munich avec Roger Le Nizerhy
  - 3e aux Six jours de Saint-Étienne avec Roger Le Nizerhy
- 1951
  - 2e au Prix Goullet-Fogler, Américaine